# Adam Pietruszka
Adam Pietruszka (ur. 19 lipca 1938 w Kutnie) – pułkownik MO, funkcjonariusz Służby Bezpieczeństwa, zastępca dyrektora Departamentu IV MSW (1981–1984), naczelnik Wydziału I Departamentu IV (1979–1981). W 1984, w związku z zabójstwem ks. Jerzego Popiełuszki, zdegradowany i zwolniony dyscyplinarnie ze służby. W procesie toruńskim skazany na karę 25 lat pozbawienia wolności i pozbawienia praw publicznych na 10 lat.

## Życiorys
Syn Wojciecha i Anastazji. Jego ojciec był robotnikiem rolnym. W 1956 podjął pracę w DOKP w Szczecinie i rozpoczął pracę w parowozowni Szczecin Port Centralny jako technik mechanik pomocnik maszynisty. Od listopada 1958 do października 1960 odbywał zasadniczą służbę wojskową, w czasie której ukończył m.in. szkołę podoficerską w Grudziądzu. Po zwolnieniu do rezerwy powrócił do pracy w parowozowni w Szczecinie. W latach 1952–1956 należał do Związku Młodzieży Polskiej, a w latach 1958–1960 do Koła Młodzieży Wojskowej. W 1962 wstąpił do Polskiej Zjednoczonej Partii Robotniczej. Podczas służby w KW MO w Szczecinie pełnił m.in. funkcje drugiego sekretarza OOP (1966–1970), a następnie pierwszego sekretarza OOP (1970–1972).
Od sierpnia 1961 funkcjonariusz Służby Bezpieczeństwa. We wrześniu 1962 rozpoczął naukę w Rocznej Oficerskiej Szkole Operacyjnej SB MSW w CW MSW w Legionowie. Ukończył ją w lipcu 1963 z wynikiem dobrym. W czerwcu 1970 ukończył studium administracyjne na Wydziale Prawa i Administracji Uniwersytetu im, Adama Mickiewicza w Poznaniu. Po przedstawieniu pracy magisterskiej pt. „Przymus bezpośredni w egzekucji administracyjnej” oraz zdaniu egzaminu magisterskiego uzyskał tytuł magistra administracji.
Był służbowo delegowany do Włoch (1978), ZSRR (1982 i 1984) i NRD (1983). Oskarżony o nakłanianie podwładnych: kpt. Grzegorza Piotrowskiego, por. Leszka Pękali i por. Waldemara Chmielewskiego do uprowadzenia i zabójstwa Jerzego Popiełuszki w 1984, a także o udzielenie im pomocy i utrudnianie wykrycia sprawców. 2 listopada 1984, w związku z uprowadzeniem i zamordowaniem ks. Jerzego Popiełuszki, został zatrzymany, a 4 listopada tymczasowo aresztowany. Dzień później zawieszono go w czynnościach służbowych, 24 grudnia 1984 ukarano wydaleniem ze służby w MO z jednoczesną degradacją. Wraz z wydaleniem ze służby usunięto go z PZPR. W wyniku procesu przed Sądem Wojewódzkim w Toruniu, został uznany winnym zarzucanych mu czynów i skazany na karę 25 lat pozbawienia wolności i pozbawienia praw publicznych na 10 lat. Więzienie opuścił w 1995.
Według prowadzącego dochodzenie w sprawie zamachu na papieża Jana Pawła II, włoskiego prokuratora Ferdinando Imposimato, Pietruszka wraz z kilkoma innymi oficerami SB był obecny na placu św. Piotra w momencie zamachu. Według historyków z Instytutu Pamięci Narodowej był oficerem prowadzącym najbardziej wartościową agenturę SB wśród kleru, m.in. tajnego współpracownika SB ks. Michała Czajkowskiego ps. Jankowski.

## Awanse
- podpułkownik MO – 1979
- pułkownik MO – 1982
- szeregowy MO – 1984

## Życie prywatne
Żonaty, miał syna Jarosława.
W latach 1985–1990 rodzina Adama Pietruszki była inwigilowana przez SB w ramach sprawy operacyjnej „Teresa”.

## Ordery i odznaczenia
- Krzyż Kawalerski Orderu Odrodzenia Polski (16 stycznia 1980)
- Złoty Krzyż Zasługi (7 lipca 1978)
- Srebrny Krzyż Zasługi (3 lipca 1972)
- Złoty Medal „Za Zasługi dla Obronności Kraju” (9 września 1982)
- Srebrny Medal „Za Zasługi dla Obronności Kraju” (25 września 1979)
- Brązowy Medal „Za Zasługi dla Obronności Kraju” (7 października 1976)
- Złota Odznaka „Za Zasługi w Ochronie Porządku Publicznego” (18 września 1980)
- Srebrna Odznaka „Za Zasługi w Ochronie Porządku Publicznego” (1 października 1975)
- Brązowa Odznaka „Za Zasługi w Ochronie Porządku Publicznego” (27 września 1973)
- Srebrna Odznaka „W Służbie Narodu” (30 września 1981)
- Medal 40-lecia Polski Ludowej (22 lipca 1984)

- Odznaka „Gryf Pomorski” (1969)
- Odznaka „10 lat w Służbie Narodu” (20 września 1971)[3]